# Grampian Flyers
Il Grampian Flyers Basketball Club è una società di pallacanestro, fondata nel 2000 a Ellon nel nord della Scozia.
La squadra gioca presso l'Ellon Meadows Sports Centre di Ellon a nord di Aberdeen. Ha partecipato alla Scottish Men's National League dal 2001 al 2009. Attualmente la sua denominazione è legata al main sponsor Donald Russell. Oltre alle squadre giovanili e a quelle femminili (le Grampian Lady Flyers) la società ha provveduto anche alla formazione di una squadra per diversamente abili, i Grampian Flyers' Wheelchair.
Attualmente gareggia nella lega regionale del Grampian Basketball League.